# Parc des sports de Cognac
Pour les articles homonymes, voir Parc des Sports.
Le parc des sports de Cognac est un stade omnisports situé à Cognac dans le département de la Charente. Il est le stade résident de l'équipe de rugby à XV de la ville, l'US Cognac, puis l'un des deux stades utilisés par l'Union Cognac Saint-Jean-d'Angély.

## Historique
Le complexe sportif est implanté en 1920 au clos Callendreau, en bordure du parc François-Ier, afin de remplacer le stade de la Plante. Bien que le terrain ait été acquis par la ville, le club de l'US Cognac organise une souscription afin de financer la construction de la première tribune, finalement édifiée en 1925. Le terrain, d'une dimension de 100 m sur 68, soit le maximum autorisé, est constitué par de la marne argileuse provenant de la commune voisine de Boutiers-Saint-Trojan, favorisant le jeu des avants. Un trinquet est construit en 1928 sur le complexe.
À l'occasion des réparations à la suite d'une tempête ayant emporté le toit de la grande tribune dans les années 1980, l'arrière de cette dernière est agrandie.
En 2015, la propriété du stade est transférée à la communauté d'agglomération du Grand Cognac.
Avec la fusion de l'US Cognac et du RAC angérien donnant naissance à l'intersaison 2017 à l'Union Cognac Saint-Jean-d'Angély, le parc des sports accueille en alternance avec le stade de Saint-Jean-d'Angély les rencontres de la nouvelle équipe. Sa capacité est alors de 787 places (dont deux loges) en grande tribune, et de 1 145 places en petite tribune.
Un projet de rénovation du parc des sports est mise en place par le Grand Cognac à l'horizon 2022, avec un budget prévisionnel alloué de 5 millions d'euros. Néanmoins, sa proximité du parc François-Ier, site classé, limite les possibilités d'expansion. Avec un nouveau projet présenté en février 2020 représentant une enveloppe budgétaire d'environ 9 millions d'euros, la grande tribune serait détruite et remplacée, tandis que la plus petite serait conservée. Le terrain d'entraînement en pelouse naturelle ferait quant à lui l'objet d'une rénovation.

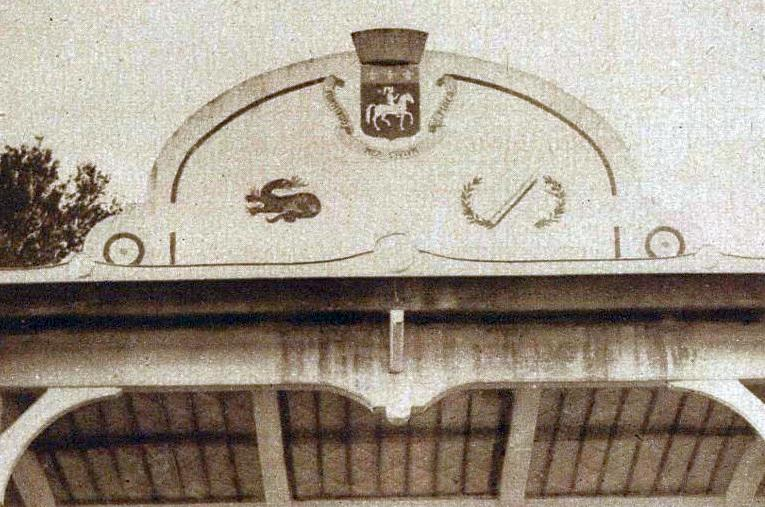
Fronton du stade de l'US Cognac en 1931.